# Lijst van burgemeesters van Epe
Dit is een lijst van burgemeesters van de Nederlandse gemeente Epe in de provincie Gelderland.
| Ambtsperiode                      | Naam burgemeester                 | Partij of stroming | Bijzonderheden                   |
| --------------------------------- | --------------------------------- | ------------------ | -------------------------------- |
| 1802                              | N.W. Ardesch                      |                    | Schout                           |
| 1806 - 1819                       | Mr. G. Tulleken                   |                    | Maire/Schout                     |
| 00-06-1819 - 01-03-1852           | Mr. G.W. van der Feltz            |                    |                                  |
| 01-03-1852 - 14-03-1889           | Mr. E.F.J. Weerts                 |                    |                                  |
| 01-05-1889 - 15-08-1926           | J.L.J.B. baron Sweerts de Landas  |                    |                                  |
| 01-10-1926 - 16-09-1938           | D.F.J. van Walsem                 |                    |                                  |
| 15-01-1939 - 14-05-1943           | Dr. I.N.Th. Diepenhorst           | CHU                |                                  |
| 09-02-1944 - 19-04-1945           | J.J. Cassa                        | NSB                |                                  |
| 19-04-1945 - 22-08-1954           | Dr. I.N.Th. Diepenhorst           | CHU                |                                  |
| 1954 - 1968                       | Mr. C.N. Renken                   | PvdA               |                                  |
| 1968 - 1980                       | Ko (J.H.) Bergh                   | PvdA               |                                  |
| 01-06-1980 - 01-08-1989           | Henk (H.J.) Beuke                 | PvdA               |                                  |
| 1989 - 1997                       | Drs. Chris (Ch.) de Loor          | PvdA               |                                  |
| 1997 - 2006                       | Drs. Leo (L.) Eland               | CDA                |                                  |
| 2006                              | Pieter (P.) van Veen              | VVD                | waarnemend                       |
| 1 april 2006 - 2012               | Marijke (M.J.) van Lente-Huiskamp | VVD                | vanaf eind 2010 met ziekteverlof |
| 15 december 2010 - 1 oktober 2019 | ir. Hans (H.) van der Hoeve MPA   | VVD                | eerst waarnemend                 |
| 18 december 2019 - heden          | dr. Tom (T.C.M.) Horn             | PvdA               |                                  |